# Китайские тени
«Китайские тени» (фр. Les ombres chinoises) — немой короткометражный фильм Сегундо де Шомона. Дата премьеры неизвестна.

## В ролях
- Жульен Матьё

## Художественные особенности
- Длина плёнки — 115 метров
- Формат — 35 мм